# Patinatge artístic als Jocs Olímpics d'hivern de 1972
Als Jocs Olímpics d'Hivern de 1972 celebrats a la ciutat de Sapporo (Japó) es disputaren tres proves de patinatge artístic sobre gel, una en categoria masculina, una altra en categoria femenina i una tercera en categoria mixta per parelles.
Les proves es disputaren entre els dies 4 i 11 de febrer de 1972 a les instal·lacions del Makomanai Okunai Kyōgijō de la ciutat de Sapporo. Hi participaren un total de 67 patindors, entre ells 32 homes i 35 dones, de 18 comitès nacionals diferents.

## Resum de medalles

### Categoria masculina
| Prova              | Or            | Argent              | Bronze       |
| Individual detalls | Ondrej Nepela | Sergei Chetverukhin | Patrick Pera |

### Categoria femenina
| Prova              | Or             | Argent          | Bronze     |
| Individual detalls | Beatrix Schuba | Karen Magnussen | Janet Lynn |

### Categoria mixta
| Prova            | Or                                            | Argent                                             | Bronze                           |
| Parelles detalls | Unió Soviètica Irina Rodninà · Aleksei Ulanov | Unió Soviètica Lyudmila Smirnova · Andrey Suraykin | RDA Manuela Groß · Uwe Kagelmann |

## Medaller
| Posició | País           | Or | Argent | Bronze | Total |
| 1       | Unió Soviètica | 1  | 2      | 0      | 3     |
| 2       | Àustria        | 1  | 0      | 0      | 1     |
| 2       | Txecoslovàquia | 1  | 0      | 0      | 1     |
| 4       | Canadà         | 0  | 1      | 0      | 1     |
| 5       | França         | 0  | 0      | 1      | 1     |
| 5       | Estats Units   | 0  | 0      | 1      | 1     |
| 5       | RDA            | 0  | 0      | 1      | 1     |
|         |                |    |        |        |       |
| Total   | Total          | 3  | 3      | 3      | 9     |